# Пролетно висящо папагалче
Пролетното висящо папагалче (Loriculus vernalis) е вид птица от семейство Psittaculidae.

## Разпространение и местообитание
Разпространен е в Бангладеш, Виетнам, Индия, Камбоджа, Китай, Лаос, Мианмар, Непал и Тайланд.